# Jedlińsk (plaats)
Jedlińsk is een dorp in het Poolse woiwodschap mazowieckie, in het district Radomski. De plaats maakt deel uit van de gemeente Jedlińsk en telt ca. 1700 inwoners.

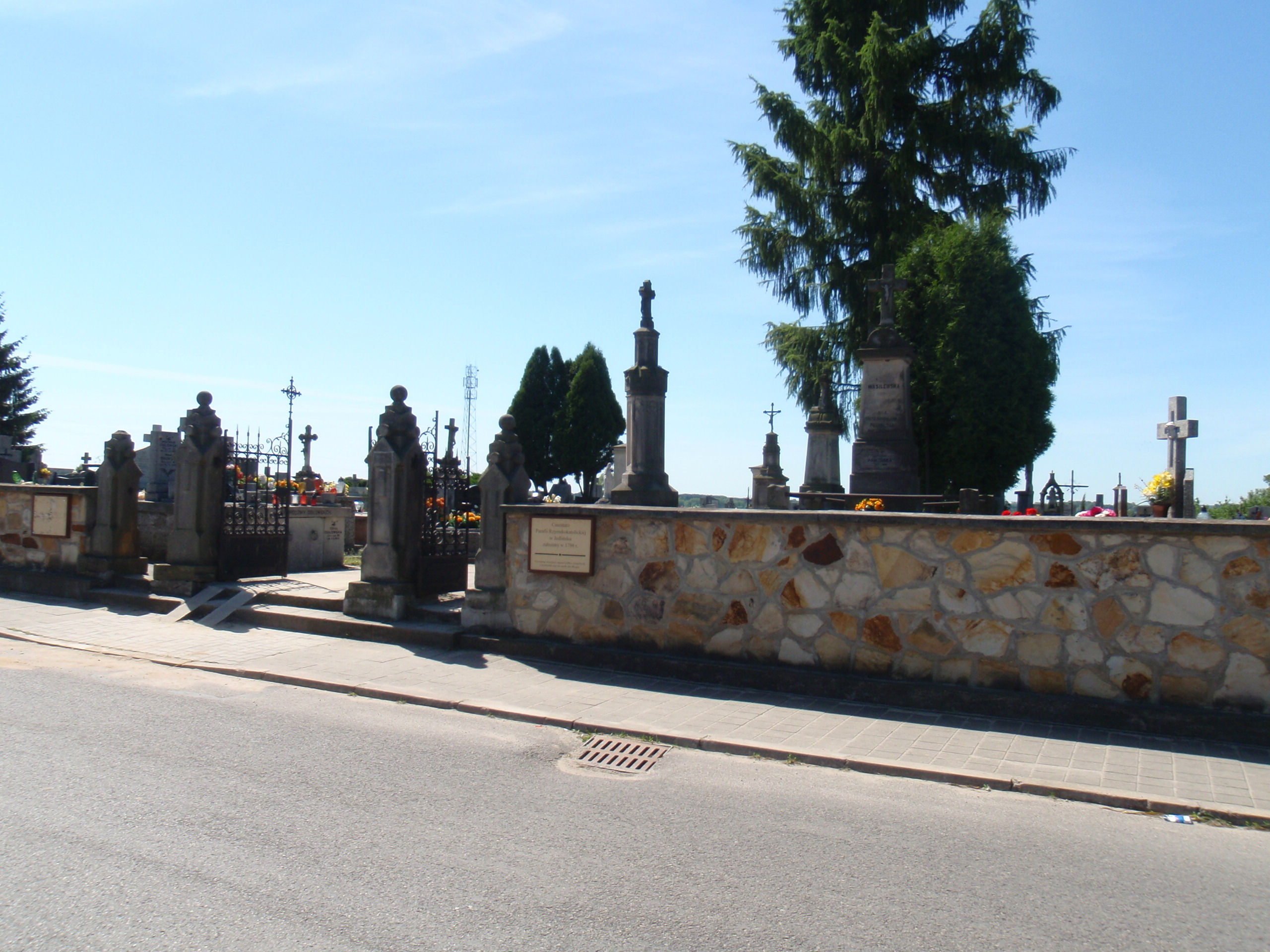
Begraafplaats van Jedlińsk
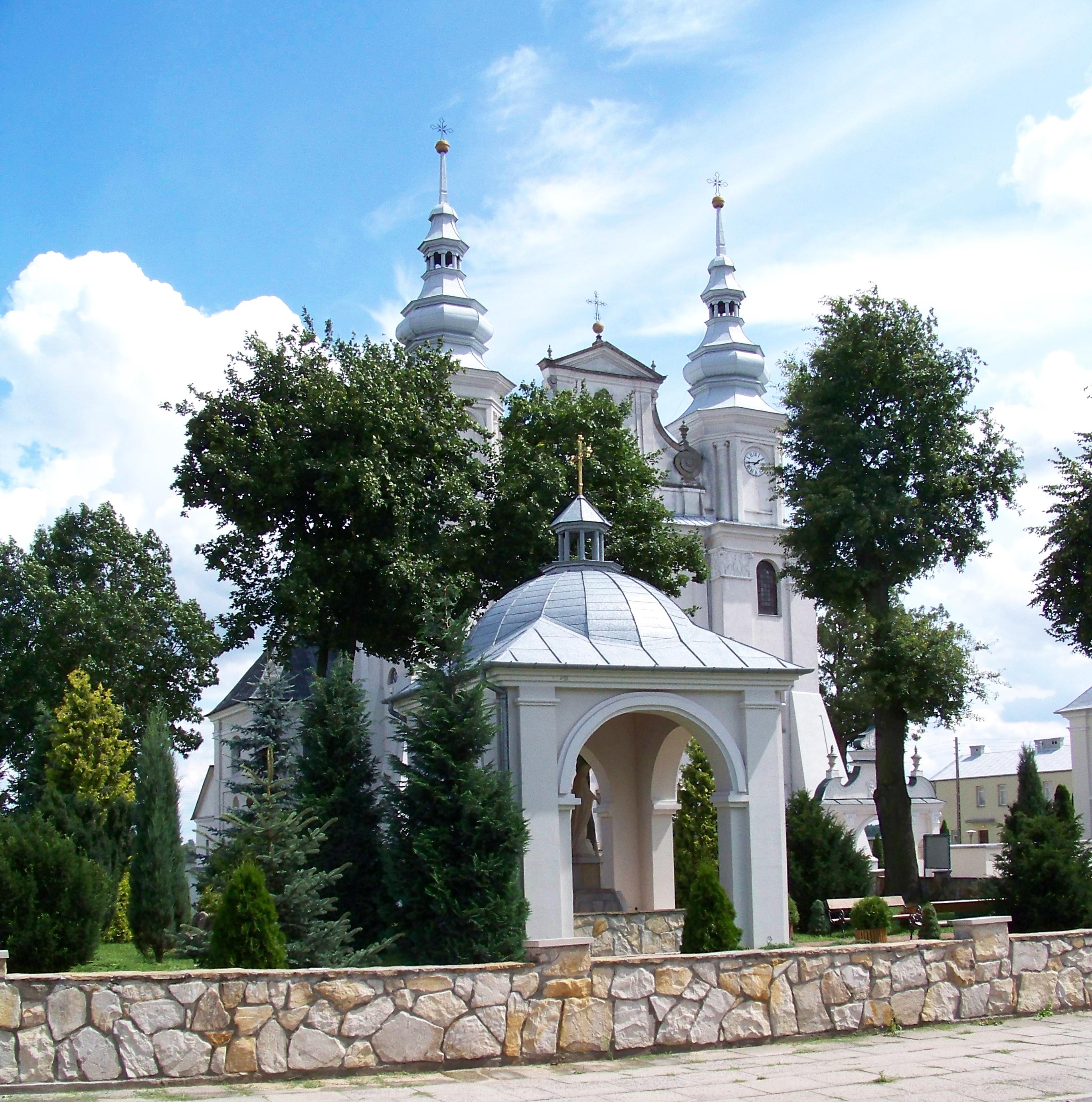
Kerk van Jedlińsk